# Краснояр (Белебеївський район)
Красноя́р (рос. Краснояр, башк. Краснояр) — присілок у складі Белебеївського району Башкортостану, Росія. Входить до складу Слакбашівської сільської ради.
Населення — 94 особи (2010; 88 в 2002).
Національний склад:
- чуваші — 92 %